# Biri (Norwegen)
Biri ist eine Ortschaft in der norwegischen Kommune Gjøvik in der Provinz (Fylke) Innlandet. Der Ort hat 1666 Einwohner (Stand: 1. Januar 2024). Er liegt ca. 20 Kilometer südlich von Lillehammer am Ufer des Mjøsa. Früher war Biri selbst eine eigenständige Gemeinde.
Die Kirche in Biri ist ein kreuzförmiger Holzbau aus dem Jahr 1777 und hat 450 Sitzplätze. 2007 wurde die Kirche umfangreich saniert. In früheren Jahren brannte die Kirche einige Male.
An ansässigen Unternehmen gibt es unter anderem eine Glashütte sowie mit Madshus den ältesten Skihersteller der Welt. Im Osten von Biri gibt es direkt am See eine Pferderennbahn. Biri Tapet fertigt seit Generationen natürliche Strohtapeten in vielfachem Design für den gehobenen Wohnstandard.

## Persönlichkeiten
- Ludvig Frederik Brock (1774–1853), dänisch-norwegischer Militär und Politiker
- Baltazar Mathias Keilhau (1797–1858), Geograph, Geologe und Bergsteiger
- Torbjørn Løkken (* 1963), Nordischer Kombinierer